# Красногірка (Григоріопольський район)
Красногірка (рос. Красногорка; рум. Crasnogorca) — село в Григоріопольському районі в Молдові (Придністров'ї). Утворює Красногірську сільську раду.
Станом на 2004 рік у селі проживало 57,1% українців.